# Fort Jay
El Fort Jay  es un fuerte histórico ubicado en Nueva York, Nueva York. El Fort Jay se encuentra inscrito  en el Registro Nacional de Lugares Históricos desde el 27 de marzo de 1974.  

## Ubicación
El Fort Jay se encuentra dentro del condado de Nueva York en las coordenadas 40°41′29″N 74°00′59″O / 40.691389, -74.016389.